# Håkon Holmberg
Håkon Mårten Mårtensson Holmberg, född den 2 december 1898 i Helsingfors, död där den 27 oktober 1976, var en finländsk jurist och ämbetsman. Han var son till Mårten Holmberg.
Holmberg blev 1916 student vid Helsingfors universitet, där han avlade rättsexamen och högre förvaltningsexamen 1922, högre rättsexamen 1924, juris kandidatexamen 1924, juris licentiatexamen 1949 och politices kandidatexamen samma år. Han var kanslist vid detektiva centralpolisen 1922–1924, biträdande länsbokhållare vid länsstyrelsen i Nylands län 1924–1927, biträdande kamrerare där 1927–1929, vice landskamrerare 1929–1938, yngre landssekreterare 1938 och kamrerare vid lantmäteristyrelsen samma år. Holmberg var övertranslatorsadjoint vid statsrådet 1938–1941, övertranslator 1941–1950 och byråchef 1950–1962. Han var tillförordnad lärare i statskunskap och kommunalförvaltning vid Svenska medborgarhögskolan 1947–1951, ordförande i Arbetets vänner i Tölö från 1936 (hedersledamot där 1960), sekreterare i  Arbetets vänners centralstyrelse 1946–1953 och förbundsstyrelse 1953–1959, vice ordförande där från 1959, sekreterare i Genealogiska samfundet från 1950 och forskarmedlem där från 1961. Holmberg ägnade sig åt genealogisk och personhistorisk forskning.